# Wereldkampioenschap ijshockey vrouwen 1999
Het wereldkampioenschap ijshockey vrouwen 1999 was het 5e wereldkampioenschap ijshockey voor vrouwen in de hoogste divisie en werd gespeeld van 8 tot en met 14 maart 1999 in Finland. De speellocaties waren de Barona Areena in Espoo en de Trio Areena in Vantaa. 
Het deelnemersveld bestond uit acht landenploegen. Dat waren de eerste vijf landen van het vorige wereldkampioenschap in 1997 (Canada, de Verenigde Staten, China, Zweden en Finland) en de eerste drie landen van het kwalificatietoernooi namelijk Duitsland (winnaar van groep A), Zwitserland (winnaar van groep B) en Rusland (winnaar van de wedstrijd tussen de nummers 2). Wereldkampioen werd Canada met een 3-1 overwinning in de finale op de Verenigde Staten. De nummers 1 t/m 7 plaatsten zich voor het volgende wereldkampioenschap in 2000. Omdat er in 1999 voor het eerst een B-wereldkampioenschap werd gespeeld, moest een ploeg degraderen. Dat was nummer 8 Zwitserland. 

## Wedstrijdformule
De acht aan het toernooi deelnemende landen werden verdeeld in twee groepen van vier die een rond toernooi speelden. De nummers 1 speelden in de halve finale tegen de nummer 2 van de andere groep. De winnaars daarvan speelden de finale en de verliezers de wedstrijd om de 3e  plaats. De nummers 3 van de groepen speelden tegen de nummers 4 van de andere groep kruiswedstrijden. De winnaars daarvan speelden om de 5e plaats en de verliezers om de 7e plaats.

## Groep A

### Tabel
|    | Nationale ploeg  | Gesp. | Winst | Gelijk | Verlies | Doelp. voor | Doelp. tegen | Doelp. verschil | Punten |
| -- | ---------------- | ----- | ----- | ------ | ------- | ----------- | ------------ | --------------- | ------ |
| 1. | Verenigde Staten | 3     | 3     | 0      | 0       | 27          | 2            | +25             | 6      |
| 2. | Zweden           | 3     | 2     | 0      | 1       | 10          | 12           | -2              | 4      |
| 3. | China            | 3     | 0     | 1      | 2       | 4           | 11           | -7              | 2      |
| 4. | Rusland          | 3     | 0     | 1      | 2       | 4           | 20           | -16             | 0      |

### Wedstrijden
8 maart
- Verenigde Staten -  Rusland 10 – 2 (2 - 2, 4 - 0, 4 - 0)
- China -  Zweden 1 – 3 (0 - 2, 1 - 0, 0 - 1)

9 maart
- Zweden -  Verenigde Staten 0 – 11 (0 - 3, 0 - 4, 0 - 4)
- China -  Rusland 3 - 2 (1 - 0, 0 - 2, 2 - 0)

11 maart
- Rusland -  Zweden 0 – 7 (0 - 1, 0 - 4, 0 - 2)
- Verenigde Staten -  China 6 – 0 (1 - 0, 2 - 0, 3 - 0)

## Groep B

### Tabel
|    | Nationale ploeg | Gesp. | Winst | Gelijk | Verlies | Doelp. voor | Doelp. tegen | Doelp. verschil | Punten |
| -- | --------------- | ----- | ----- | ------ | ------- | ----------- | ------------ | --------------- | ------ |
| 1. | Canada          | 3     | 3     | 0      | 0       | 24          | 0            | +24             | 6      |
| 2. | Finland         | 3     | 2     | 0      | 1       | 16          | 1            | +15             | 4      |
| 3. | Duitsland       | 3     | 1     | 0      | 2       | 5           | 26           | -21             | 2      |
| 4. | Zwitserland     | 3     | 0     | 0      | 3       | 4           | 22           | -18             | 0      |

### Wedstrijden
8 maart
- Canada -  Zwitserland 10 – 0 (2 - 0, 6 - 0, 2 - 0)
- Finland -  Duitsland 9 – 0 (3 - 0, 1 - 0, 5 - 0)

9 maart
- Duitsland -  Canada 0 - 13 (0 - 4, 0 - 6, 0 - 3)
- Finland -  Zwitserland 7 – 0 (1 - 0, 2 - 0, 4 - 0)

11 maart
- Zwitserland -  Duitsland 4 – 5 (1 - 1, 0 - 2, 3 - 2)
- Canada -  Finland 1 – 0 (0 - 0, 1 - 0, 0 - 0)

## Competitie om de 5e t/m 8e plaats

### Kruiswedstrijden
12 maart
- Duitsland -  Rusland 2 – 6 (0 - 1, 1 - 1, 1 - 4)
- China -  Zwitserland 3 – 2 (1 - 2, 1 - 0, 1 - 0)

### Wedstrijd om de 7eplaats
14 maart
- Duitsland -  Zwitserland 3 – 0 (0 - 0, 1 - 0, 2 - 0)

### Wedstrijd om de 5eplaats
14 maart
- Rusland -  China 1 – 4 (0 - 3, 1 - 1, 0 - 0)

## Competitie om de 1et/m 4eplaats

### Halve finale
13 maart
- Canada -  Zweden 4 – 1 (1 - 0, 1 - 1, 2 - 0)
- Verenigde Staten -  Finland 3 – 1 (0 - 1, 2 - 0, 1 - 0)

### Wedstrijd om de 3eplaats
14 maart
- Finland -  Zweden 8 – 2 (2 - 1, 4 - 0, 2 - 1)

### Finale
14 maart
- Canada -  Verenigde Staten 3 - 1 (0 - 0, 1 - 1, 2 - 0)

## Eindstand
| Plaats | Landenploeg      |
| ------ | ---------------- |
| Goud   | Canada           |
| Zilver | Verenigde Staten |
| Brons  | Finland          |
| 4.     | Zweden           |
| 5.     | China            |
| 6.     | Rusland          |
| 7.     | Duitsland        |
| 8.     | Zwitserland      |